# Uebeschi
Uebeschi is een gemeente en plaats in het Zwitserse kanton Bern, en maakt deel uit van het district Thun.
Uebeschi telt 664 inwoners.